# 韦恩·斯蒂芬森
韦恩·斯蒂芬森（英語：Wayne Stephenson，1945年1月29日—2010年6月22日），加拿大男子冰球运动员，场上位置是守门员。他曾代表加拿大参加1968年冬季奥林匹克运动会冰球比赛，获得一枚铜牌。